# Michael Koch (handbollsspelare)
Hans Gösta Michael Koch född 26 januari 1942 i Uddevalla, är en svensk före detta handbollsspelare. Koch spelade som mittsexa.

## Karriär

### Klubblagsspel
Koch började sin karriär i hemstadens Uddevalla HK men gick efter en tidig landslagsdebut till Redbergslids IK 1962. Han blev svensk mästare 1963, 1964 och 1965 med Redbergslids IK. 1965 var det slut på SM-gulden för Redbergslid. Koch fortsatte att spela i Redbergslids IK till 1968 då han representerade UoIF Matteuspojkarna under en säsong. Han avslutade karriären i  Redbergslid 1974.

### Landslagsspel
Michael Koch började sin landslagskarriär med 7 matcher i ungdomslandslaget med tre mål noterade. Han gjorde A-lagsdebut i landslaget 6 december 1961 mot Finland i Karlskrona, där det blev  svensk seger 29-20 (i ett B-betonat lag). Under åren 1961 till 1973 representerade Koch Sverige i 73 landskamper och gjorde 64 mål i landslaget. Han är naturligt nog Stor Grabb och han var med tre mästerskapsturneringar : VM 1967 i Sverige där Sverige slutade femma, VM 1970 i Östtyskland där Sverige blev 6:a, och OS 1972 i München. I OS spelade han med i fem av Sveriges sex matcher, mot Polen i Ulm (13-13), Sovjet i Göppingen (11-11), Danmark i Böblingen (16-10) samt i München mot Tjeckoslovakien (12-15) och Ungern (19-18). Koch gjorde 2 mål mot Polen samt vardera ett mot Danmark och Ungern och stod över matchen mot Östtyskland. Sverige kom på 7:e plats i turneringen.